# Lucas 11

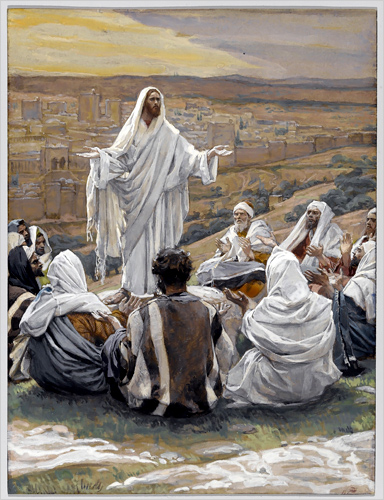
Entre 1886 e 1896. Por James Tissot, no Brooklyn Museum, em Nova Iorque.

Lucas 11 é o décimo-primeiro capítulo do Evangelho de Lucas no Novo Testamento da Bíblia. Ele relata diversas parábolas, milagres e ensinamentos de Jesus.

## Narrativa

### Pai Nosso
Este capítulo começa com Jesus, a pedido de um discípulo, ensinando sua mais famosa oração, o Pai Nosso. Este relato (Lucas 11:1–4) está também em Mateus 6 (Mateus 6:9–13):
| “ | «Pai, santificado seja o teu nome; venha o teu reino; o pão nosso de cada dia dá-nos diariamente; e perdoa-nos os nossos pecados, porque nós também perdoamos a todo aquele que nos deve; e não nos deixes cair em tentação.» (Lucas 11:2–4) | ” |

### Parábola do Amigo Inoportuno

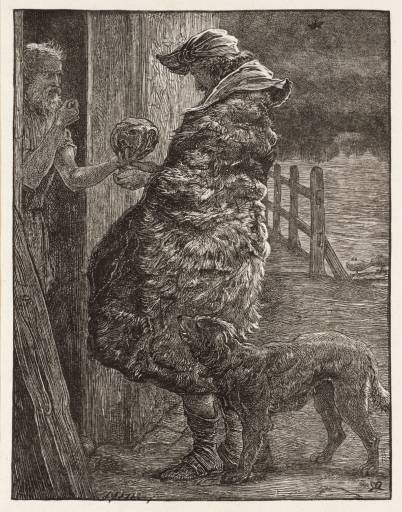
"Amigo Inoportuno"
1864. Por John Everett Millais, atualmente no Tate Britain, em Londres.

Ainda em resposta a este discípulo, Jesus conta a Parábola do Amigo Inoportuno, uma história sobre um amigo que é um tanto sem compaixão, mas que, finalmente, concorda em ajudar o próximo devido às suas demandas persistentes (Lucas 11:5–13), uma história que está também em Mateus 7 (Mateus 7:7–11):
| “ | «Pedi, e dar-se-vos-á; buscai, e achareis; batei, e abrir-se-vos-á. Pois todo o que pede, recebe; o que busca, acha; e ao que bate, abrir-se-lhe-á.» (Lucas 11:9–10) | ” |

### O cego e mudo
Lucas relata então mais um exorcismo de Jesus, no qual ele expulsa um demônio do corpo de um garoto cego e mudo. Porém, alguns acusaram-no de fazê-lo em nome de Belzebu e outros pediram-lhe "sinais" de seus poderes. Jesus os repreende e reafirma a chegada do reino de Deus (Lucas 11:14–20). O trecho seguinte (Lucas 11:21–22), ainda parte da mesma parábola, é conhecido como "Parábola do Homem Valente" e nele Jesus profere um dos seus mais famosos ditos: "Quem não é por mim, é contra mim; e quem comigo não ajunta, espalha". Esta história aparece também em Mateus 12 (Mateus 12:22–30) e Marcos 3 (Marcos 3:22–27).
Jesus logo em seguida fala sobre o que acontece com o demônio expulso e como ele retorna ao corpo que não se cuida, tornando o caso ainda pior do que originalmente (Lucas 11:24–26 e também em Mateus 12:43–45).

### Lições
Em seguida, Lucas revela mais sobre a doutrina de Jesus, que responde que mais bem-aventurado que o ventre de onde nasceu são aqueles que ouvem e observam a palavra de Deus (Lucas 11:27–28). Ele também discursa para uma multidão, comparando-se a Jonas e Salomão para reforçar que o único sinal que será dado é o "Sinal de Jonas" (Lucas 11:29–32), mas também em Mateus 12 (Mateus 12:38–42) e Mateus 16 (Mateus 16:1–4). Depois, Jesus compara a luminosidade de uma candeia com a luminosidade de um corpo, contrastando luz e trevas numa lição sobre pureza e retidão (Lucas 11:33–36 e também Mateus 6:22–23).

### Críticas aos fariseus
Finalmente, num dos mais longos discursos em Lucas (Lucas 11:37–54), Jesus critica os fariseus pela primeira vez no relato de Lucas (a outra é em Lucas 20:45–47), um trecho que tem paralelos em Mateus 23 (Mateus 23:1–36 e Marcos 12 (Marcos 12:38–40).
Seis críticas aparecem no Evangelho de Lucas, mas não no mesmo ponto da narrativa que no Evangelho de Mateus, sendo que, neste, elas ocorrem logo depois da volta para Jerusalém para os últimos dias antes da crucificação. Já em Lucas, elas aparecem logo depois que o Pai Nosso foi ensinado e os discípulos são enviados pela primeira vez. Como o evento ocorre em Lucas e Mateus, mas não no Evangelho de Marcos, e em diferentes pontos da narrativa, acredita-se que é provável que seja um trecho derivado da fonte anterior aos evangelhos conhecida como fonte Q.
As críticas tratam principalmente da hipocrisia e do perjúrio.

## Texto
O texto original deste evangelho foi escrito em grego koiné e alguns dos manuscritos antigos que contém este capítulo, dividido em 54 versículos, são:
- Papiro 75 (c. 175-225)
- Papiro  45 (c. 250)
- Codex Vaticanus (325-350)
- Codex Sinaiticus (330-360)
- Codex Bezae (c. 400)
- Codex Washingtonianus (c. 400)
- Codex Alexandrinus (c. 400-440)
- Codex Ephraemi Rescriptus (c. 450)